# 4. studenoga
4. studenoga (4. 11.) 308. je dan godine po gregorijanskom kalendaru (309. u prijestupnoj godini).
Do kraja godine ima još 57 dana.

## Događaji
- 1776. – Započeo s radom Pravni fakultet u Zagrebu
- 1876. – Prvi je put izvedena najslavnija hrvatska opera – Nikola Šubić Zrinski Ivana Zajca
- 1922. – Howard Carter otkrio je u Dolini kraljeva netaknutu grobnicu faraona Tutankhamona
- 1991. – Hrvatske postrojbe pokrenule napadno-oslobodilačku operaciju Drenjulu radi deblokiranja Otočca i najvažnije i skoro jedine kvalitetne cestovne prometnice kroz Liku i Gacku.
- 1995. –  U Tel Avivu židovski student ubio izraelskog premijera Yitzaka Rabina.

| - 1618. – Aurangzeb, indijski car († 1707.) - 1720. – Jean Baptiste Christophore Fusée Aublet – francuski ljekarnik, botaničar i istraživač († 1778.) - 1831. – Antun Karlo Bakotić, hrvatski fizičar i književnik († 1887.) - 1904. – Walter Joseph Ciszek, američki misionar († 1984.) - 1905. – Dragutin Tadijanović, hrvatski književnik († 2007.) - 1908. – Józef Rotblat, britanski fizičar († 2005.) - 1909. – Ivo Grgurev, hrvatski pjesnik († 1992.) - 1952. – Dinko Bogdanić, hrvatski baletni umjetnik, koreograf i pedagog - 1957. – Aleksander Tkačjov, ruski gimnastičar - 1960. – Siniša Glavašević, hrvatski književnik i novinar († 1991.) - 1969. – Matthew McConaughey, američki glumac - 1977. – Evgenija Radanova, bugarska klizačica - 1977. – Leonora Surian Popov, hrvatska glumica | - 1212. – Feliks iz Valoisa, francuski svetac (* 1127.) - 1847. – Felix Mendelssohn Bartholdy, njemački skladatelj (* 1809.) - 1873. – Ivan Padovec, hrvatski gitarist i skladatelj (* 1800.) - 1965. – Krsto Odak, hrvatski skladatelj i glazbeni pedagog (* 1888.) - 1978. – Alfred Albini, hrvatski arhitekt (* 1896.) - 2015. – Pajo Kanižaj, hrvatski književnik (* 1939.) |

## Blagdani i spomendani
- Dan grada Grubišnog Polja
- Dan grada Koprivnice
- Karlo Boromejski